# Charles Sobhraj
Hatchand Bhaonani Gurumukh Charles Sobhraj (* 6. April 1944 in Saigon, Vietnam) ist ein französischer Serienmörder, Betrüger und Dieb. Zu seinen Opfern zählen insbesondere westliche Touristen, die in den 1970ern auf dem Hippie Trail durch Asien reisten.
Aufgrund der Kleidung, die seine Opfer häufig beim Auffinden trugen, wurde Sobhraj von den Medien als „Bikini-Killer“ betitelt. Mit wachsender Bekanntheit wurde er wegen seiner Listigkeit auch als „die Schlange“ bezeichnet. Ab 1975 beging er mindestens ein Dutzend Morde und war von 1976 bis 1997 für über zwei Jahrzehnte in Indien inhaftiert. Nach seiner Freilassung zog er sich zurück und lebte in Frankreich. 2003 reiste er nach Nepal, wo er aufgrund eines früheren Verdachtsfalles verhaftet, vor Gericht gestellt und zu einer lebenslangen Haftstrafe verurteilt wurde. Ende Dezember 2022 wurde er aus gesundheitlichen Gründen aus dem Gefängnis entlassen.
Mit dem Verkauf der Rechte an seiner Biografie verdiente Sobhraj später seinen Lebensunterhalt. Sein Leben ist Thema von vier Biografien, drei Dokumentarfilmen, einem Bollywood-Spielfilm und der achtteiligen Dramaserie Die Schlange (The Serpent, BBC). Sobhrajs Rückkehr nach Nepal nach seinem Leben abseits der Öffentlichkeit gilt als Ergebnis seines übermäßigen Selbstvertrauens und seiner Sehnsucht nach erneuter Aufmerksamkeit.

## Frühe Jahre
Sobhraj wurde als Sohn einer Vietnamesin und eines in Saigon lebenden Unternehmers aus Indien geboren. Nach der Scheidung seiner Eltern verlor er den Kontakt zu seinem Vater und wuchs aufgrund der schwierigen politischen Situation in Vietnam zunächst als Staatenloser auf. Nach der zweiten Heirat seiner Mutter mit einem im französisch besetzten Vietnam stationierten Leutnant der französischen Armee wurde er von diesem adoptiert und erhielt die französische Staatsbürgerschaft. Fortan pendelte er mit der Familie zwischen Vietnam und Frankreich, wurde zugunsten der späteren leiblichen Kinder des Ehepaares jedoch zunehmend vernachlässigt.
Bereits als Jugendlicher beging Sobhraj geringfügige Straftaten. 1963 wurde er wegen Einbruchs zu seiner ersten Gefängnisstrafe verurteilt, die er im Gefängnis von Poissy unweit von Paris absitzen musste. Während seiner Inhaftierung manipulierte Sobhraj die Gefängniswärter, um Gefälligkeiten zu erhalten. Auf diese Weise gelang es ihm unter anderem, Bücher aus der Gefängnisbibliothek über Nacht in seiner Zelle behalten zu dürfen. Etwa zur gleichen Zeit lernte er Felix d’Escogne kennen, einen jungen Mann aus wohlhabendem Haus und freiwilligen Gefängnishelfer.
Nach seiner Entlassung auf Bewährung zog Sobhraj zu d’Escogne und verbrachte seine Zeit zwischen der Oberschicht von Paris und ihrer kriminellen Unterwelt. Durch weitere Einbrüche und zusätzliche Betrügereien begann Sobhraj, ein beträchtliches Vermögen anzusammeln. Während dieser Zeit lernte er Chantal Compagnon kennen, eine junge Pariserin aus einer konservativen Familie, und begann eine romantische Beziehung mit ihr. Noch am Tag seiner Verlobung mit ihr wurde Sobhraj wegen Autodiebstahls und Flucht vor der Polizei verhaftet. Nach achtmonatigem Gefängnisaufenthalt heiratete er schließlich Compagnon, die trotz seiner Delikte weiterhin zu ihm hielt.
Sobhraj verließ 1970 zusammen mit der schwangeren Compagnon Frankreich, um in Asien seiner erneuten Verhaftung zu entgehen. Nachdem das Ehepaar mit gefälschten Dokumenten durch Europa gereist war und Touristen ausgeraubt hatte, mit denen es sich auf dem Weg angefreundet hatte, ließ es sich in Mumbai nieder. Hier brachte Compagnon die gemeinsame Tochter, Usha, zur Welt. In der Zwischenzeit finanzierte Sobhraj den Lebensunterhalt seiner jungen Familie und eine zunehmende Spielsucht durch Autodiebstähle und Schmuggel.
1973 wurde Sobhraj nach einem erfolglosen bewaffneten Raubversuch in einem Juweliergeschäft im Hotel Ashoka festgenommen. Mit Compagnons Hilfe konnte er jedoch durch eine vorgetäuschte Krankheit aus dem Gefängnis fliehen, wurde aber kurz darauf wieder festgenommen. Er lieh sich Geld für eine Kaution von seinem Vater und floh mit seiner Familie bald darauf nach Kabul. In Afghanistan begannen Sobhraj und Compagnon gezielt Touristen auf dem Hippie Trail auszurauben, bevor beide gemeinsam verhaftet wurden. Sobhraj entkam seiner Haft auf die gleiche Weise wie in Indien, er täuschte eine Krankheit vor und betäubte den Krankenhauswächter. Diesmal ließ er seine Familie allerdings zurück und floh alleine in den Iran. Compagnon kehrte in der Folge nach Frankreich zurück und brach den Kontakt zu ihm ab.
Die nächsten zwei Jahre verbrachte Sobhraj auf der Flucht in verschiedenen Ländern des Nahen Ostens und Europas, wo er bis zu zehn gestohlene Reisepässe zum Überqueren der Grenzen nutzte. Begleitet wurde er von seinem jüngeren Halbbruder André, der in Istanbul zu ihm gestoßen war. Beide waren sowohl in der Türkei als auch in Griechenland in Straftaten verwickelt und wurden schließlich in Athen festgenommen. Nachdem ein Identitätswechselschwindel schief gegangen war, gelang es Sobhraj dennoch zu fliehen. Sein Halbbruder wurde hingegen von den griechischen Behörden der türkischen Polizei übergeben und zu 18 Jahren Haft verurteilt.

## Morde
Auf der Flucht finanzierte Sobhraj seinen Lebensstil, indem er sich entweder als Edelsteinverkäufer oder als Drogenhändler ausgab, um Touristen zu beeindrucken und sich mit ihnen anzufreunden, die er anschließend betrog. In Thailand traf Sobhraj die aus Lévis in Québec stammende Frankokanadierin Marie-Andrée Leclerc (1945–1984), die ebenfalls als Touristin den Hippie Trail bereiste. Von Sobhraj dominiert, wurde sie seine hingebungsvolle Anhängerin und verschloss die Augen vor seinen Verbrechen und seinem Umgang mit einheimischen Frauen.
Sobhraj versammelte Anhänger, indem er ihre Loyalität gewann. Ein typischer Betrug war es, seinem Opfer aus schwierigen Situationen herauszuhelfen. In einem Fall half er zwei ehemaligen französischen Polizisten, Yannick und Jacques, fehlende Reisepässe zu finden, die er selbst zuvor gestohlen hatte. In einem anderen Fall bot er einem Franzosen, Dominique Renelleau, kostenlosen Unterschlupf in seiner Wohnung, nachdem dieser vermeintlich an Ruhr erkrankt war. Sobhraj hatte ihn selbst vergiftet und indirekt zu seinem Hausdiener gemacht. Zu Renelleau gesellte sich ein junger Inder, Ajay Chowdhury, der gemeinsam mit Sobhraj Straftaten begehen sollte und sein inoffizieller Stellvertreter wurde.
Sobhraj und Chowdhury verübten 1975 ihre ersten bekannten Morde. Die meisten Opfer hatten vor ihrem Tod einige Zeit mit den beiden verbracht und wurden laut Ermittlern angeworben, um sich an diversen Verbrechen zu beteiligen. Sobhraj behauptete, die meisten seiner Morde seien versehentliche Überdosierungen von Drogen gewesen, aber die Ermittler geben an, dass die Opfer gedroht hatten, Sobhraj zu entlarven. Als erstes Todesopfer gilt die aus Seattle stammende Teresa Knowlton (im Buch Serpentine Jennie Bollivar genannt), die in einem Gezeitenbecken im Golf von Thailand ertrunken aufgefunden wurde und einen geblümten Bikini trug. Erst Monate später zeigten sich durch Knowltons Autopsie sowie forensische Befunde Hinweise auf Mord. Ihr Ertrinken war ursprünglich als Schwimmunfall angesehen worden.
Das nächste Opfer war Vitali Hakim, ein nomadisch lebender sephardischer Jude, dessen verbrannter Körper auf dem Weg zu einem Ferienresort in Pattaya gefunden wurde, wo Sobhraj und seine wachsende Entourage wohnten. Die niederländischen Studenten Henk Bintanja (29) und seine Verlobte Cornelia Hemker (25) wurden nach einem Treffen mit Sobhraj in Hongkong nach Thailand eingeladen. Sie wurden, wie viele andere, von Sobhraj vergiftet, der sie wieder gesund pflegte, um ihren Gehorsam zu erlangen. Als sie sich erholten, wurde Sobhraj von der französischen Freundin seines früheren Opfers Hakim, Charmayne Carrou, besucht, die das Verschwinden ihres Freundes aufklären wollte. Sobhraj und Chowdhury befürchteten eine Enthüllung und drängten Bintanja und Hemker schnell hinaus. Ihre Leichen wurden am 16. Dezember 1975 erwürgt und verbrannt aufgefunden. Bald darauf wurde Carrou ertrunken aufgefunden. Sie trug einen Badeanzug im ähnlichen Stil wie Sobhrajs früheres Opfer Knowlton. Obwohl die Morde an beiden Frauen zu diesem Zeitpunkt noch nicht von Ermittlern in Verbindung gebracht wurden, gaben sie Sobhraj später den Spitznamen „Bikini-Killer“.
Am 18. Dezember 1975, dem Tag, an dem die Leichen von Bintanja und Hemker identifiziert wurden, reisten Sobhraj und Leclerc mit den Reisepässen des verstorbenen Paares nach Nepal ein. Sie trafen in Kathmandu ein und ermordeten zwischen dem 21. und 22. Dezember den Kanadier Laurent Carrière (26) und die US-Amerikanerin Connie Bronzich (29). Die beiden Opfer wurden in einigen Quellen fälschlicherweise als Laddie DuParr und Annabella Tremont identifiziert. Sobhraj und Leclerc kehrten mit den Reisepässen ihrer neuesten Opfer nach Thailand zurück, bevor deren Leichen identifiziert werden konnten. Bei der Rückkehr nach Thailand stellte Sobhraj fest, dass seine drei französischen Gefährten ihn des Serienmordes verdächtigten, nachdem sie Dokumente der Mordopfer gefunden hatten. Sobhrajs ehemalige Gefährten flohen nach Benachrichtigung der örtlichen Behörden nach Paris.
Sobhrajs nächstes Ziel war entweder Varanasi oder Kalkutta, wo er den Gelehrten Avoni Jacob ermordete, um dessen Reisepass zu stehlen. Sobhraj benutzte das Dokument, um mit Leclerc und Chowdhury zu reisen – zuerst nach Singapur, dann nach Indien und im März 1976 nach Bangkok zurück, obwohl er wusste, dass die dortigen Behörden ihn suchten. Das Trio wurde im Zusammenhang mit den Morden von der thailändischen Polizei verhört, aber wieder freigelassen, weil die Behörden befürchteten, dass die Berichterstattung zu Morden an Touristen der Tourismusbranche Thailands schaden würde. Aufgrund von Vermisstenanzeigen untersuchten zur selben Zeit der niederländische Diplomat Herman Knippenberg und seine damalige Frau Angela Kane die Morde an Bintanja und Hemker. Knippenberg hatte einige Kenntnisse über Sobhraj und ihn möglicherweise sogar kennengelernt, obwohl dessen wahre Identität dem Diplomaten noch unbekannt war. Mit Hilfe eines Nachbarn von Sobhraj baute Knippenberg ein Verfahren gegen ihn auf. Er erhielt schließlich die Erlaubnis der Polizei, Sobhrajs Wohnung zu durchsuchen, einen Monat nachdem der Verdächtige das Land verlassen hatte. Knippenberg fand Beweise, darunter Dokumente und Pässe der Opfer sowie Gift und Spritzen.
Während eines Aufenthaltes des kriminellen Trios in Malaysia wurde Chowdhury das letzte Mal lebend bei der Übergabe einer Beute an Sobhraj gesichtet. Es wird angenommen, dass Sobhraj ihn ermordete, bevor er mit Leclerc in seiner Rolle als Edelsteinverkäufer nach Genf flog, wo Chowdhury zu sehr aufgefallen wäre. Zurück in Asien, begann Sobhraj in Mumbai eine neue Entourage aufzubauen, beginnend mit zwei US-Amerikanerinnen, Barbara Smith und Mary Ellen Eather. Sobhrajs nächstes Opfer war ein Franzose, Jean-Luc Solomon, dessen Vergiftung während eines Raubüberfalls zu dessen Tod führte.
Im Juli 1976 brachte Sobhraj gemeinsam mit Smith und Eather in Neu-Delhi eine Reisegruppe französischer Doktoranden dazu, ihn als Reiseleiter zu akzeptieren. Sobhraj betäubte sie, indem er ihnen vergiftete Pillen gab, von denen er zuvor behauptet hatte, sie seien Medikamente gegen die in Indien grassierende Ruhr. Als das Gift unerwartet schnell seine Wirkung entfaltete und sein Schwindel dadurch aufflog, wurden er und Leclerc von den Behörden festgenommen und aufgrund der Geständnisse von Smith und Eather wegen Mordes an Salomon angeklagt. Alle vier verbrachten die anschließende Untersuchungshaft im berüchtigten Tihar-Gefängnis in Neu-Delhi.

## Zeit im Gefängnis
Smith und Eather versuchten in den zwei Jahren vor ihrem Prozess, im Gefängnis Selbstmord zu begehen. Sobhraj war mit kostbaren Edelsteinen in seinem Körper ins Gefängnis gekommen und hatte Erfahrung darin, Gefängnisbeamte zu bestechen und bequem im Gefängnis zu leben. Er verwandelte seinen Prozess in ein Spektakel, stellte Anwälte nach Belieben ein und entließ sie wieder, holte seinen kürzlich auf Bewährung entlassenen Bruder André zur Unterstützung und trat schließlich in einen Hungerstreik. Er wurde dennoch zu zwölf Jahren Haft verurteilt. Auch Leclerc wurde für schuldig befunden, die französischen Doktoranden unter Drogen gesetzt zu haben, jedoch später auf Bewährung entlassen. Sie kehrte nach Kanada zurück, als sie an einem Ovarialkarzinom erkrankte. Sie beteuerte immer noch ihre Unschuld und war Berichten zufolge Sobhraj weiter treu, als sie im Alter von nur 38 Jahren im Haus ihrer Eltern starb.
Sobhrajs systematische Bestechung von Gefängniswärtern im Tihar-Gefängnis erreichte ein unverschämtes Ausmaß. Er führte ein Leben in Luxus, mit Fernsehen und ausgewählten Mahlzeiten, nachdem er sich sowohl mit Gefängniswärtern als auch mit Gefangenen angefreundet hatte. Er gab westlichen Autoren und Journalisten Interviews, wie etwa Richard Neville im Jahr 1977 und Alan Dawson im Jahr 1984. Neville wurde von seiner zukünftigen Frau Julie Clarke begleitet, die häufig über das Thema geschrieben hat. Clarke sagte, dass Sobhraj die Rechte an seiner Lebensgeschichte an einen Geschäftsmann in Bangkok verkauft hatte, der sie an Random House weiterverkaufte. Wegen Nevilles Verbindungen bot ihm Random House einen Vertrag an, nach Neu-Delhi zu gehen, um den Fall zu untersuchen. Dies geschah, obwohl er und Clarke, beide Journalisten in New York, keine Erfahrung mit der Berichterstattung über Straftaten hatten. Sie waren überfordert und besuchten Sobhraj im Gefängnis, wo dieser die Morde ausführlich beschrieb. Clarke war sehr erleichtert, als sie Neu-Delhi verließen.
Während Sobhraj einerseits frei über seine Morde sprach, bestritt er sie andererseits vor Gericht und gab vor, seine Handlungen seien eine Vergeltung gegen den „westlichen Imperialismus“ in Asien.
Als Sobhrajs Haft zu Ende gehen sollte, war der zwanzigjährige Haftbefehl in Thailand gegen ihn noch gültig, was seine Auslieferung und fast sichere Hinrichtung ermöglicht hätte. Im März 1986, in seinem zehnten Jahr im Gefängnis, veranstaltete Sobhraj eine große Party für seine Wachen und Mithäftlinge, betäubte sie mit Schlaftabletten und verließ das Gefängnis. Inspektor Madhukar Zende von der Polizei in Mumbai nahm Sobhraj im Restaurant O'Coqueiro in Goa fest. Seine Haftstrafe wurde um zehn Jahre verlängert, so wie es sich Sobhraj erhofft hatte. Am 17. Februar 1997 wurde der mittlerweile 52-jährige Sobhraj freigelassen, wobei die meisten Haftbefehle, Beweise und sogar Zeugen gegen ihn längst verjährt bzw. verloren waren. Die indischen Behörden ließen Sobhraj nach Frankreich zurückkehren.

## Bekanntheit und Wiederentdeckung
Sobhraj zog sich in ein komfortables Leben in einem Vorort von Paris zurück. Er stellte einen Werbeagenten ein und verlangte hohe Geldsummen für Interviews und Fotos. Er soll über 15 Millionen US-Dollar für die Rechte an einem Film berechnet haben, der auf seinem Leben basiert.
Am 1. September 2003 wurde Sobhraj von einem Journalisten der Himalayan Times in einem Casino in Kathmandu entdeckt. Der Journalist folgte ihm zwei Wochen lang und veröffentlichte danach einen Artikel samt Fotos. Daraufhin verhaftete die nepalesische Polizei den offenbar ahnungslosen Sobhraj, der immer noch im gleichen Casino residierte. Laut Medienberichten war Sobhraj nach Kathmandu zurückgekehrt, um ein Mineralwassergeschäft aufzubauen. Die nepalesische Polizei eröffnete den Doppelmordfall von 1975 erneut und verurteilte Sobhraj am 20. August 2004 vor dem Bezirksgericht in Kathmandu wegen Mordes an Bronzich und Carrière zu lebenslanger Haft. Die meisten der in diesem Fall gegen ihn verwendeten Beweise stammten von Knippenberg, der sie Interpol überreicht hatte. Sobhraj legte gegen die Verurteilung Berufung ein und behauptete, er sei ohne Gerichtsverfahren verurteilt worden. Sein Anwalt gab bekannt, dass Chantal Compagnon, Sobhrajs Frau in Frankreich, vor dem Europäischen Gerichtshof für Menschenrechte eine Klage gegen die französische Regierung eingereicht hatte, weil diese sich weigerte, ihm Unterstützung zu gewähren. Sobhrajs Verurteilung wurde 2005 vom Berufungsgericht in Patan bestätigt.

## Nach 2007
Ende 2007 berichteten verschiedene Medien, dass Sobhrajs Anwalt den damaligen französischen Präsidenten Nicolas Sarkozy um Intervention in Nepal gebeten hatte. 2008 gab Sobhraj seine Verlobung mit Nihita Biswas, einer Nepalesin, bekannt. Am 7. Juli 2008 gab Sobhraj durch seine Verlobte eine Pressemitteilung heraus und behauptete, er sei nie von einem Gericht wegen Mordes verurteilt worden, und bat die Medien, ihn nicht als Serienmörder zu bezeichnen.
Es wurde behauptet, Sobhraj habe seine Verlobte am 9. Oktober 2008 im Gefängnis während des Dashain, eines nepalesischen Festivals, geheiratet. Am folgenden Tag wiesen die nepalesischen Gefängnisbehörden die Gültigkeit seiner Ehe zurück. Sie sagten, dass Nihita und ihre Familie zusammen mit den Verwandten von Hunderten anderer Gefangener eine Tilaka-Zeremonie durchführen durften. Sie behaupteten weiter, es sei keine Hochzeit, sondern Teil des laufenden Dashain-Festivals gewesen, in dem die Ältesten das Zinnoberrot auf die Stirn derjenigen malten, die jünger als sie waren, um ihren Segen auszudrücken.
Am 30. Juli 2010 bestätigte der Oberste Gerichtshof von Nepal das Urteil des Bezirksgerichts in Kathmandu über eine lebenslange Haftstrafe wegen Mordes an Bronzich um ein weiteres Jahr sowie eine Geldstrafe von 2.000 Rupien für die illegale Einreise nach Nepal. Die Beschlagnahmung aller Besitztümer von Sobhraj wurde ebenfalls vom Gericht angeordnet. Sobhrajs angebliche Frau Nihita und die Schwiegermutter Shakuntala Thapa, eine Anwältin, äußerten sich unzufrieden über das Urteil. Thapa behauptete, Sobhraj sei ein gerechter Prozess verweigert worden und die Justiz korrupt. Am 18. September 2014 wurde Sobhraj außerdem vor dem Bezirksgericht in Bhaktapur wegen Mordes an Carrière verurteilt.
Am 21. Dezember 2022 ordnete die nepalesische Justiz Sobhrajs Freilassung aus gesundheitlichen Gründen an. Zwei Tage später wurde er aus dem Gefängnis entlassen und nach Frankreich abgeschoben.
Sobhraj besteht nach wie vor auf seiner Unschuld und kündigte an, „einen Haufen Leute“ verklagen zu wollen, darunter den nepalesischen Staat. Thailand scheint die Auslieferung nicht mehr zu verfolgen.

## Darstellung
Sobhraj war Gegenstand von drei Sachbüchern, Serpentine (1979) von Thomas Thompson, The Life and Crimes of Charles Sobhraj (1980) von Richard Neville und Julie Clarke, und der Abschnitt mit dem Titel The Bikini Murders von Noel Barber in der Reader’s-Digest-Sammlung Great Cases of Interpol (1982). Das Buch von Neville und Clarke war die Grundlage für einen 1989 für das Fernsehen vorgesehenen Film Im Schatten der Kobra.
Die Bollywood-Verfilmung Main Aur Charles (2015) unter der Regie von Prawaal Raman und produziert vom Cyznoure Network, basiert Berichten zufolge auf Sobhrajs Flucht aus dem Tihar-Gefängnis in Neu-Delhi.
Eine achtteilige BBC-Miniserie mit dem Titel Die Schlange (The Serpent) wurde im Januar 2021 in Großbritannien mit Tahar Rahim als Sobhraj ausgestrahlt und im April 2021 in Deutschland auf Netflix veröffentlicht.